# لینوکس لایت

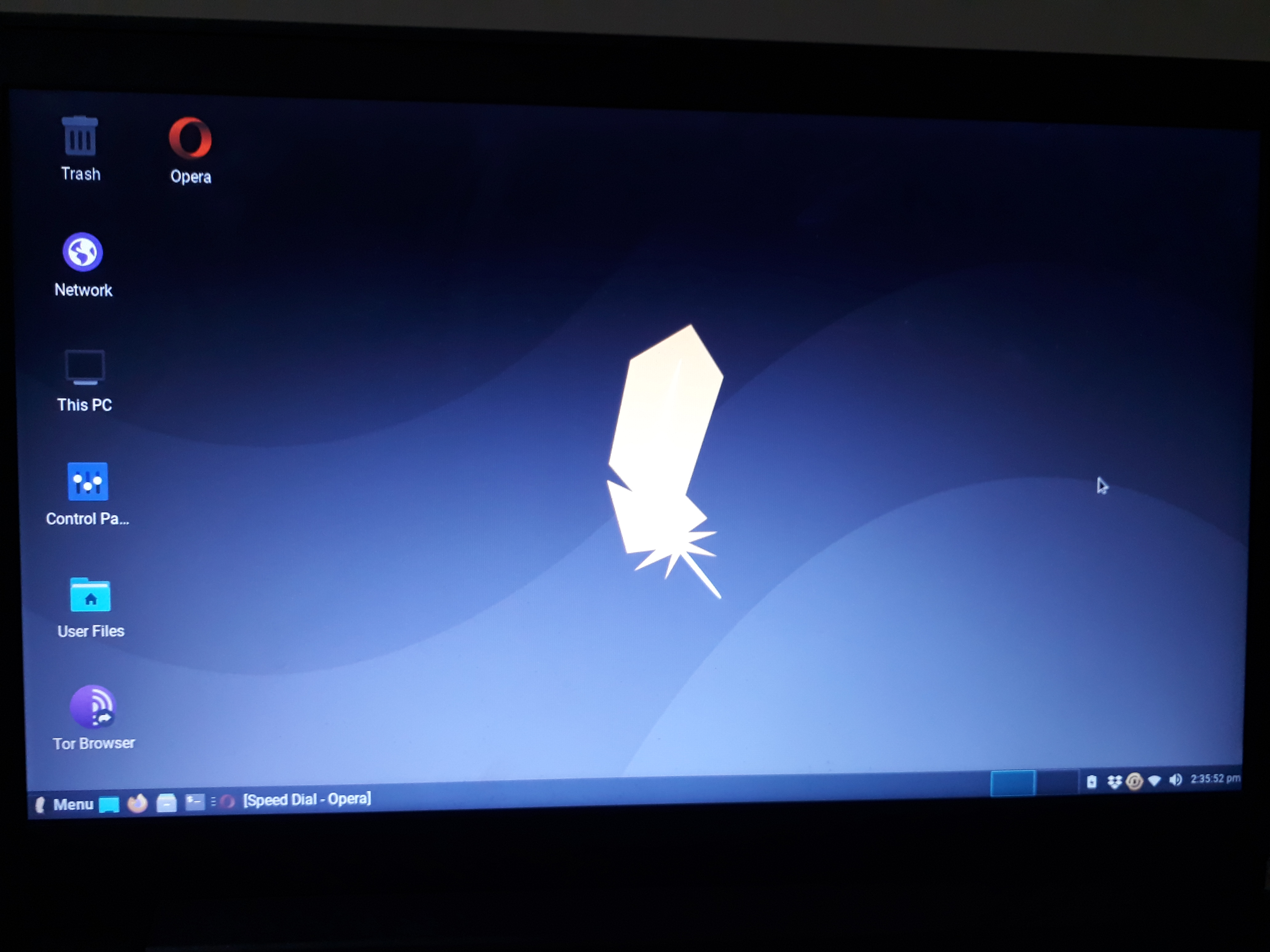
لینوکس لایت ۵.۰

لینوکس لایت (به انگلیسی: Linux Lite) یک سیستم‌عامل لینوکس نیوزیلندی بر پایه اوبونتو است که در ۲۶ اکتبر ۲۰۱۲ ساخته شده، همچنین از خود اوبونتو سبک‌تر است و قابلیت‌های نسبتاً بیشتری دارد. این سیستم‌عامل از برنامه‌های سبک برای سرعت و کم حجمی سیستم‌عامل استفاده می‌کند. لینوکس لایت یک سیستم‌عامل برای کسانی که است که تازه می‌خواهند لینوکس را تجربه کنند.
این سیستم عامل از دسکتاپ Xfce بسیار ویرایش شده به طور پیش‌فرض استفاده میکند. لینوکس لایت رتبه ۲۳ را در سایت دیستروواچ دارد.

## هدف
هدف این سیستم‌عامل گسترش توسعه سیستم عاملی کاربر دوستانه و با گرافیک و قابلیت های بالا و البته کم حجم است.این سیستم عامل معمولاً برای کسانی که از ویندوز، می خواهند لینوکس را تجربه کنند ساخته شده.

## تاریخچه
لینوکس لایت در تاریخ ۲۰۱۲ با انتشار لینوکس لایت ۱.۰ بر پایه اوبونتو پشتیبانی طولانی مدت (Long Term Support) پدید آمد. لینوکس لایت برای کابرانی که تازه به لینوکس وارد شده بودند ساخته شده بود. 

## محیط رومیزی
محیط رومیزی یا دسکتاپ این سیستم عامل ایکس‌اف‌سی‌ای می باشد، با این تفاوت که بسیار ویرایش شده و بهبود یافته است.

## مخازن
مخازن لینوکس لایت از مخازن اوبونتو و خود لینوکس لایت تشکیل شده است که بسته های زیادی را به همراه دارند.

## نسخه ها
| بر پایه           | پایان پشتیبانی | سال ساخت | نسخه  |
| ----------------- | -------------- | -------- | ----- |
| اوبونتو LTS 20.04 | ۲۰۲۵           | ۲۰۲۰     | ۵.۰   |
| اوبونتو LTS 18.04 | ۲۰۲۳           | ۲۰۲۰     | ۴.۸   |
| اوبونتو LTS 18.04 | ۲۰۲۳           | ۲۰۱۹     | ۴.۶   |
| اوبونتو LTS 18.04 | ۲۰۲۳           | ۲۰۱۹     | ۴.۴   |
| اوبونتو LTS 18.04 | ۲۰۲۳           | ۲۰۱۸     | ۴.۲   |
| اوبونتو LTS 18.04 | ۲۰۲۳           | ۲۰۱۸     | ۴.۰   |
| اوبونتو LTS 16.04 | ۲۰۲۱           | ۲۰۱۸     | ۳.۸   |
| اوبونتو LTS 16.04 | ۲۰۲۱           | ۲۰۱۷     | ۳.۶   |
| اوبونتو LTS 16.04 | ۲۰۲۱           | ۲۰۱۷     | ۳.۴   |
| اوبونتو LTS 16.04 | ۲۰۲۱           | ۲۰۱۶     | ۳.۲   |
| اوبونتو LTS 16.04 | ۲۰۲۱           | ۲۰۱۶     | ۳.۰   |
| اوبونتو LTS 14.04 | ۲۰۱۹           | ۲۰۱۶     | ۲.۸   |
| اوبونتو LTS 14.04 | ۲۰۱۹           | ۲۰۱۵     | ۲.۶   |
| اوبونتو LTS 14.04 | ۲۰۱۹           | ۲۰۱۵     | ۲.۴   |
| اوبونتو LTS 14.04 | ۲۰۱۹           | ۲۰۱۴     | ۲.۲   |
| اوبونتو LTS 14.04 | ۲۰۱۹           | ۲۰۱۴     | ۲.۰   |
| اوبونتو LTS 12.04 | ۲۰۱۷           | ۲۰۱۴     | ۱.۰.۸ |
| اوبونتو LTS 12.04 | ۲۰۱۷           | ۲۰۱۳     | ۱.۰.۶ |
| اوبونتو LTS 12.04 | ۲۰۱۷           | ۲۰۱۳     | ۱.۰.۴ |
| اوبونتو LTS 12.04 | ۲۰۱۷           | ۲۰۱۲     | ۱.۰.۲ |
| اوبونتو LTS 12.04 | ۲۰۱۷           | ۲۰۱۲     | ۱.۰   |